# Oak Ridge, Louisiana
Oak Ridge är en ort (village) i Morehouse Parish i Louisiana. Vid 2010 års folkräkning hade Oak Ridge 144 invånare.